# بارداری کاذب
بارداری کاذب ظهور نشانه‌های بالینی یا تحت بالینی مرتبط با بارداری است، اما در واقع، فرد از نظر فیزیکی، نوزادی را حمل نمی‌کند. تصور اشتباهی که فرد باردار است شامل نشانه‌هایی مانند پستان‌های حساس همراه با ترشحات، رشد شکم، تأخیر در قاعدگی و احساس ذهنی حرکت جنین در رحم است. برای رد بارداری کاذب می‌توان از معاینه بالینی، سونوگرافی و آزمایش‌های بارداری استفاده کرد.
بارداری کاذب علاوه بر تظاهرات فیزیکی بارداری، جنبهٔ روانپزشکی مهمی دارد. این موضوع، می‌تواند ناشی از ضربه (اعم از جسمی یا روانی)، عدم تعادل شیمیایی هورمون‌ها و برخی شرایط پزشکی باشد. یکی از عوامل روانشناختی مؤثر، داشتن تمایل شدید به بارداری است. مردان نیز ممکن است علائم بارداری کاذب را تجربه کنند اما این موضوع، نادر است.این وضعیت در مردان، نشانگان کوید یا «بارداری سمپاتیک» نامیده می‌شود، که می‌تواند زمانی اتفاق بیفتد که همسر مرد، باردار است و با علائم بارداری سر و کار دارد. روان‌درمانی، دارودرمانی با داروهای ضدافسردگی یا داروهای ضدروان‌پریشی، هورمون درمانی و کورتاژ رحم گاهی به‌عنوان اقدامات درمانی، مورد نیاز است.
بارداری کاذب در ایالات متحده به‌دلیل استفادهٔ مکرر از تکنیک‌های تصویربرداری پزشکی، بسیار نادر است اما در مناطق در حال توسعه مانند هند و جنوب صحرای آفریقا، بروز بارداری کاذب، بیشتر است. ساکنان مناطق روستایی موارد بیشتری از بارداری کاذب را تجربه می‌کنند زیرا چنین زنانی در طول مدت بارداری احتمالی، کمتر توسط متخصصان مراقبت‌های بهداشتی یا ماما معاینه می‌شوند.
در راهنمای تشخیصی و آماری اختلالات روانی (دی‌اس‌ام-۵)، بارداری کاذب یک اختلال روان‌تنی محسوب شده‌است.

## نشانه‌ها
نشانه‌های بارداری کاذب شبیه نشانه‌های بارداری واقعی است. نشانه‌های بارداری کاذب شامل آمنوره (توقف قاعدگی)، شیرریزش (جریان یافتن شیر از پستان)، بزرگ شدن پستان‌ها، افزایش وزن، رشد شکم، احساس حرکت و انقباض جنین، تهوع و استفراغ، تغییرات در رحم و دهانهٔ رحم و تکرر ادرار است.
اتساع شکم شایع‌ترین نشانه است. در بارداری‌های کاذب، شکم به‌طور یکنواخت متورم می‌شود و ناف معکوس می‌ماند و دیوارهٔ شکم، حالتی عضلانی به‌خود می‌گیرد.
طول مدت نشانه‌ها معمولاً از چند هفته تا ۹ ماه متغیر است.

## مدیریت
گاهی مداخلات درمانی مانند روان‌درمانی و دارودرمانی مورد نیاز است. روان‌درمانی ممکن است، هنگامی مورد استفاده قرار گیرد که افراد در کنار آمدن با بارداری کاذب خود مشکل داشته باشند یا پس از اطلاع از تشخیص نادرست خود، علائمی از بارداری در فرد، باقی بمانند.
شواهد مستقیمی برای درمان بارداری کاذب با دارودرمانی وجود ندارد، اما ممکن است از داروها برای بازگرداندن عدم تعادل هورمونی و ناقلین عصبی که در تظاهرات فیزیکیِ بارداری کاذب نقش دارند، استفاده شود. کاهش سطح کاتکول‌آمین در افرادی با علائمی مانند هایپرپرولاکتینمی و اتساع شکم مشاهده شده‌است. برای بیشتر افراد مبتلا، روان‌درمانی، دارودرمانی (با داروهای ضدافسردگی یا ضدروان‌پریشی)، هورمون‌درمانی و برداشتن بافت رحم برای درمان این بیماری کافی است.
نشان داده شده‌است که داروهای ضدروان‌پریشی، شیردهی و آمنوره را افزایش می‌دهند و می‌توانند باعث هذیان شوند. هذیان ممکن است با تغییر یا تنظیم دارو برطرف شود.

## جامعه و فرهنگ
در اواسط دههٔ ۱۹۶۰، زنی که به‌نظر می‌رسید در حال زایمان است، به‌درستی معاینه نشد، زیرا زایمان او، قریب‌الوقوع به‌نظر می‌رسید. تصور می‌شد که کیسهٔ آب او پاره شده‌است اما مایع خارج‌شده در واقع، ادرار بود. در سال ۲۰۱۰، زنی در ایالات متحده که مشکوک به زایمان بود، سزارین شد اما جنینی در بدن او وجود نداشت.
ماری یکم که با نام «بلادی مری» نیز شناخته می‌شود، بارداری کاذب داشت. او پس از کنار آمدن با آن، گویا معتقد بود که خداوند او را باردار نکرده‌است.